# 란트슈툴

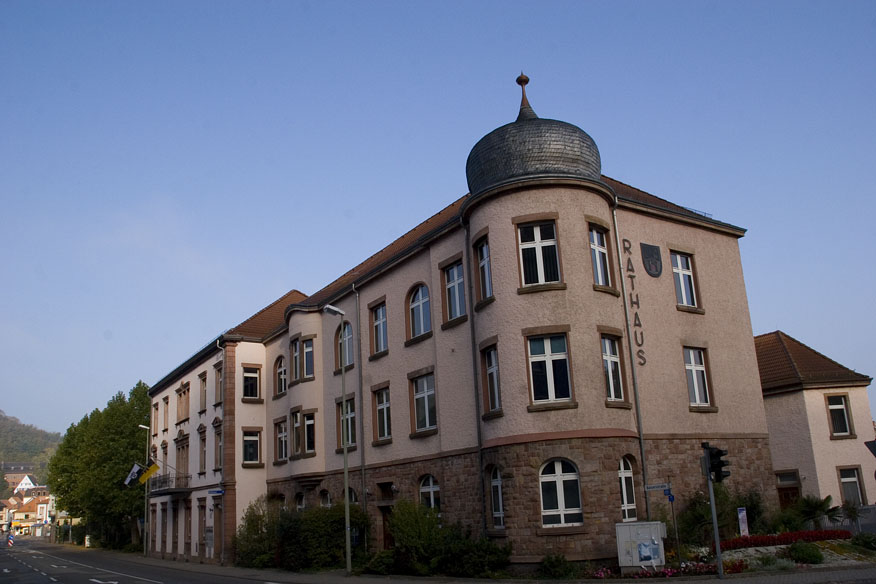

란트슈툴(독일어: Landstuhl)은 독일 라인란트팔츠주의 도시이다.